# August Eduard von Saher
August Eduard Dimitri (Edward) von Saher (Haarlem, 4 oktober 1890 – Bilthoven, 23 januari 1973) was een Nederlands jurist. Hij was de tweede echtgenoot van Dési von Halban, de weduwe van Jacques Goudstikker. Von Saher was voor de Tweede Wereldoorlog een bekend advocaat in Nederland.
Na in 1908 te zijn geslaagd aan de Hogereburgerschool in Haarlem, studeerde hij rechten aan de Universiteit Leiden, waar hij in 1912 zijn kandidaats haalde. Van 1915 tot 1919 was hij secretaris van de Nederlandse Kamer van Koophandel voor Duitsland en was namens deze kamer lid van de Deutsch Niederländische Gesellschaft (DNG), een club van Duitse en Nederlandse zakenlieden. Bij Koninklijk Besluit werd Von Saher in mei 1927 erkend als consul-generaal van Bulgarije.
Von Saher vertrok 2 januari 1940 vanuit Genua (stad) naar de Verenigde Staten en werd daar toegelaten tot de balie. Hij promoveerde in de rechten aan de Universiteit van Fordham te New York. In New York werd hij tijdelijk secretaris van de Nederlandse Kamer van Koophandel en was hij voorzitter van de Nederlandse Kring. Tijdens de oorlog kwam hij af en toe voor zaken naar Curaçao, waar hij ook een lezing hield. Zijn echtgenote zou later haar roman Macamba (1950) op het eiland situeren. Von Saher was ook voorzitter van het American-Netherlands War Bond Committee.
In een verhoor door de OSS, dat in 1945 plaatsvond, stelde Von Saher dat hij al in 1929 alle banden met Duitsland had verbroken. Ton Biesemaat wijst er op dat Von Saher in 1936 aan de Duitse rijksminister Hans Frank een schilderij aanbood. Hij zou dat hebben gedaan in opdracht van buitenlandse vrienden van de Academie voor Duits recht.

## Persoonlijk
Von Saher was een zoon van de beeldhouwer en conservator Eduard August von Saher (1849-1918) en Maria Hauschildt. Hij trouwde in 1915 te Haarlem met Willie Scheer. Op 12 maart 1917 werd hun zoon geboren., maar vier dagen later overleed zijn echtgenote.. In 1919 hertrouwde hij te Hilversum met de feministe en kunstverzamelaar Ada Crone (1893-1996), met wie hij drie kinderen kreeg. Zijn zoontje Eddie uit zijn eerste huwelijk overleed in 1924 op zevenjarige leeftijd. In 1928 werd hij verliefd op de Hongaarse actrice Lilla Alexander toen die in Amsterdam haar zuster bezocht. Von Saher scheidde in 1929 van Crone en trouwde Alexander, met wie hij twee kinderen kreeg.
Na van Alexander te zijn gescheiden hertrouwde Von Saher in 1950 met Dési von Halban, de weduwe van Jacques Goudstikker. Haar zoon Edouard nam de achternaam van zijn stiefvader aan. Von Saher overleed op 82-jarige leeftijd.

## Eerbewijzen
Von Saher was officier in de Orde van Oranje-Nassau en Commandeur in de Orde van Burgerlijke Verdiensten van Bulgarije.

## Trivia
- Von Saher was in 1915 lid van de Haarlemse afdeling van de Nederlandsche Anti-oorlog Raad.[28] Zijn aanstaande echtgenote was bestuurslid.[29]
- Bij de gemeenteraadsverkiezingen van 1923 in Amsterdam stond Von Saher achtste op de lijst van de Vrijzinnig-Democratische Bond.[30][31]
- Von Saher was lid van de Academie Diplomatique Internationale.[32]
- Het Antilliaanse dagblad Amigoe meldde op 13 maart 1944 dat Von Saher was uitgenodigd om het Liberty-schip Edward Bok, genoemd naar de gelijknamige journalist, van stapel te laten lopen.[15] Volgens een overzicht van de St. John's River Shipbuilding Company was het schip echter op 12 maart al van stapel gelopen.[33]
- Bij hun vertrek uit Nederland hadden de Von Sahers hun auto, een Packard V12 convertible uit 1937, moeten achterlaten. In het najaar van 1946[34] zag mevrouw Von Saher in New York in een bioscoopjournaal koningin Wilhelmina in een open auto door Amsterdam rijden. Ze herkende die auto, die door de Duitsers in 1943 in beslag was genomen[35] en vervolgens door het Militair Gezag aan de Koninklijke garage in bruikleen was gegeven, en eiste die met succes terug.[36]
- In 1948 was Von Saher voorzitter van een commissie die een internationale advocaten-conferentie in het Vredespaleis moest voorbereiden.[37]